# Llista de topònims de Sant Cebrià
Llista de topònims (noms propis de lloc) de Sant Cebrià (Rosselló).
Informació actualitzada per un bot. Els canvis manuals es perdran quan s'actualitzi!

## canal
| imatge | Nom              | Ubicat a                         | instància de | Detalls                                        | coordenades                                                   | Protecció | Commons (més fotos) | Dades a WD                    |
| ------ | ---------------- | -------------------------------- | ------------ | ---------------------------------------------- | ------------------------------------------------------------- | --------- | ------------------- | ----------------------------- |
|        | Agulla de la Mar | Pirineus Orientals               | canal        | Desemboca: Estany de Sant Nazari Llarg: 13.3km | 42° 38′ 58″ N, 3° 01′ 05″ E / 42.649575°N,3.018182°E          |           |                     | Modifica les dades a Wikidata |
|        | Rec de la Torre  | la Torre d'Elna Elna Sant Cebrià | canal        | Desemboca: estany de Sant Cebrià Llarg: 2.7km  | 42° 36′ 25″ N, 3° 02′ 07″ E / 42.6070555556°N,3.03538888889°E |           |                     | Modifica les dades a Wikidata |

## església
| imatge | Nom                                     | Ubicat a    | instància de | Detalls                                                            | coordenades                                                    | Protecció                     | Commons (més fotos)                                         | Dades a WD                    |
| ------ | --------------------------------------- | ----------- | ------------ | ------------------------------------------------------------------ | -------------------------------------------------------------- | ----------------------------- | ----------------------------------------------------------- | ----------------------------- |
|        | Sant Cebrià de Rosselló                 | Sant Cebrià | església     |                                                                    | 42° 37′ 03″ N, 3° 00′ 03″ E / 42.6176111111°N,3.00075°E 7 msnm |                               | Église Saint-Cyprien de Saint-Cyprien (Pyrénées-Orientales) | Modifica les dades a Wikidata |
|        | Sant Cebrià de la platja de Sant Cebrià | Sant Cebrià | església     |                                                                    | 42° 37′ 27″ N, 3° 01′ 51″ E / 42.6240833333°N,3.03080555556°E  |                               |                                                             | Modifica les dades a Wikidata |
|        | Sant Esteve de Vila-rasa                | Sant Cebrià | església     | Estil: arquitectura romànica 12nd century Dedicat a: Esteve màrtir | 42° 37′ 48″ N, 2° 59′ 44″ E / 42.6299°N,2.99557°E 3.5 msnm     | monument històric inventariat | Église Saint-Étienne de Vilarasa                            | Modifica les dades a Wikidata |

## Misc
| imatge | Nom                            | Ubicat a                                | instància de                          | Detalls    | coordenades | Protecció | Commons (més fotos)                              | Dades a WD                    |
| ------ | ------------------------------ | --------------------------------------- | ------------------------------------- | ---------- | --- | --------- | ------------------------------------------------ | ----------------------------- |
|        | Camp de Sant Cebrià            | Sant Cebrià                             | camp de concentració                  | 1939-02-09 | 42° 38′ 14″ N, 3° 02′ 04″ E / 42.63722786584261°N,3.034355946032577°E                                           |           | Saint-Cyprien Internment Camp                    | Modifica les dades a Wikidata |
|        | Castell de Sant Cebrià         | Sant Cebrià                             | castell                               |            | 42° 36′ 59″ N, 3° 00′ 09″ E / 42.616388888889°N,3.0025°E 15.5 msnm                                              |           |                                                  | Modifica les dades a Wikidata |
|        | Saint-Cyprien golf Resort      | Sant Cebrià                             | camp de golf                          |            | 42° 38′ 19″ N, 3° 01′ 03″ E / 42.63848°N,3.01757°E fr:RUE JOUY D'ARNAUD MAS D'HUSTON 66750 Saint-Cyprien        |           |                                                  | Modifica les dades a Wikidata |
|        | Vila-rasa                      | Sant Cebrià                             | vilatge                               |            | 42° 37′ 47″ N, 2° 59′ 44″ E / 42.62985°N,2.995543°E                                                             |           |                                                  | Modifica les dades a Wikidata |
|        | casa de la vila de Sant Cebrià | Sant Cebrià                             | instal·lació Ús: seu del govern local |            | 42° 37′ 03″ N, 3° 00′ 14″ E / 42.6173959534061°N,3.00388301401779°E fr:RUE ALEXANDRE DUMAS, 66750 SAINT-CYPRIEN |           | Town hall of Saint-Cyprien (Pyrénées-Orientales) | Modifica les dades a Wikidata |
|        | estany de Sant Cebrià          | Sant Cebrià                             | estany                                |            | 42° 36′ 37″ N, 3° 02′ 14″ E / 42.61030632433435°N,3.037247657775879°E                                           |           |                                                  | Modifica les dades a Wikidata |
|        | platja de Sant Cebrià          | Sant Cebrià                             | platja                                |            | 42° 36′ 30″ N, 3° 02′ 27″ E / 42.608435°N,3.040729°E                                                            |           |                                                  | Modifica les dades a Wikidata |
|        | platja del pont                | Sant Cebrià                             | platja d'arena                        |            | 42° 39′ 11″ N, 3° 02′ 07″ E / 42.65316°N,3.035231°E                                                             |           |                                                  | Modifica les dades a Wikidata |
|        | port de Sant Cebrià            | Sant Cebrià                             | port esportiu                         |            | 42° 37′ 11″ N, 3° 02′ 24″ E / 42.619812573672185°N,3.03999423980713°E estany de Sant Cebrià                     |           |                                                  | Modifica les dades a Wikidata |
|        | rec d'Elna                     | Ortafà Elna la Torre d'Elna Sant Cebrià | canal de reg                          |            | |           |                                                  | Modifica les dades a Wikidata |